# Albert Orth
Albert Frederik Leopold Orth, född 6 februari 1849 i Köpenhamn, död där 11 juni 1932, var en dansk musiker.
Orth studerade från 1869 under tre år vid Det Kongelige Danske Musikkonservatorium med piano och violin som huvudämnen (lärare Edmund Neupert och Valdemar Tofte). År 1876 debuterade han som pianist, men ägnade sig senare främst åt lärarverksamhet. År 1883 anställdes han som pianolärare vid musikkonservatoriet och var 1900–21 organist och kantor vid Helligåndskirken i Köpenhamn. Han gjorde sig känd genom flera häften sånger, orkesterstycken och pianostycken och ombesörjde vidare klaverutdraget av olika av Niels W. Gades verk.